# TrES-2b
TrES-2b — чёрный газовый гигант, вращающийся вокруг звезды спектрального класса G0V GSC 03549-02811. Открыт транзитным методом в рамках проекта «Трансатлантический экзопланетный обзор» в 2006 году. Геометрическое альбедо планеты составляет менее 1 %.

## Физические характеристики
TrES-2b — это самая чёрная планета из всех известных по состоянию на 2011 год. Она оказалась чернее угля, а также любой планеты или спутника в нашей Солнечной системе. Измерения показали, что TrES-2b отражает меньше одного процента падающего извне солнечного света, то есть меньше, чем даже чёрная акриловая краска или сажа. Температура её атмосферы — более 980 °C.